# Улусчергинское сельское поселение
Улусчергинское се́льское поселе́ние  (алт. Улус Чаргы jурт поселение)— муниципальное образование в Шебалинском муниципальном районе Республики Алтай Российской Федерации.
Административный центр — село Улусчерга.

## История
Статус и границы сельского поселения установлены Законом Республики Алтай от 13 января 2005 года № 10-РЗ «Об образовании муниципальных образований, наделении соответствующим статусом и установлении их границ»

## Население
| 2010 | 2011 | 2012 | 2013 | 2014 | 2015 | 2016 |
| ---- | ---- | ---- | ---- | ---- | ---- | ---- |
| 504  | →504 | ↘491 | ↗502 | ↘493 | ↘488 | ↗494 |
| 2017 | 2018 | 2019 | 2020 | 2021 |      |      |
| ↗512 | ↗518 | ↗527 | ↘507 | ↘426 |      |      |

## Состав сельского поселения
| № | Населённый пункт | Тип населённого пункта       | Население |
| - | ---------------- | ---------------------------- | --------- |
| 1 | Улусчерга        | село, административный центр | ↗301      |
| 2 | Мухор-Черга      | село                         | ↘127      |
| 3 | Кукуя            | село                         | ↗35       |
| 4 | Могута           | село                         | ↘31       |